# Сосницька культура

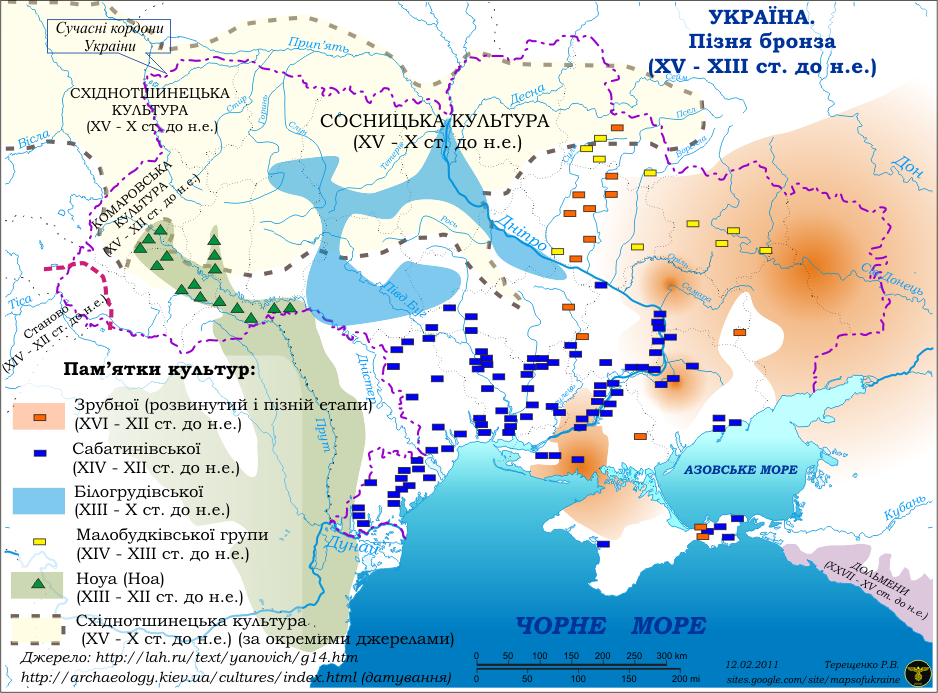

Сосницька культура — археологічна культура II тис. до н. е., відносяться до бронзової доби. Назву дана культура отримала за місцем перших знахідок біля поселення Сосниця Чернігівської області (Україна). Прийшла на зміну середньодніпровської культури і зв'язується з тшинецькою культурою.

## Характеристика

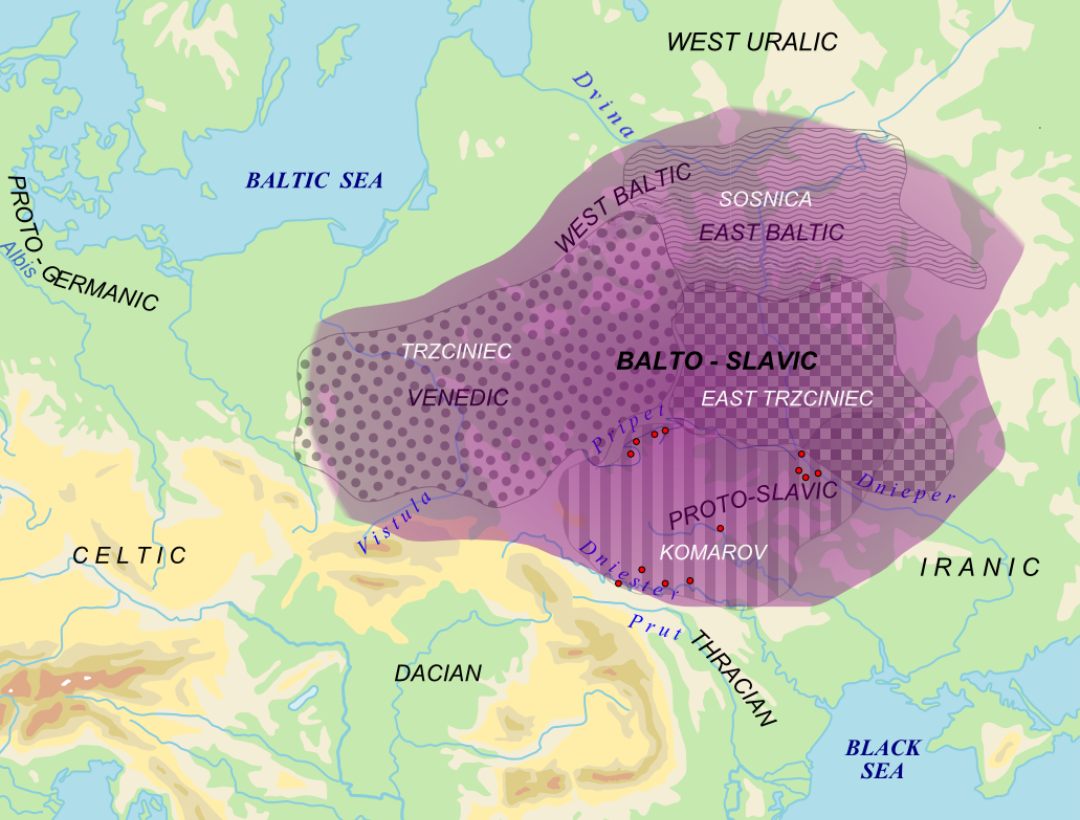
Сосницька, а також комарівська та тщинецька археологічні культури.

Поселення сосницької культури неукріплені і розташовуються в тих же топографічних умовах, що і средньодніпровські: на піщаних дюнах або в заплавах річок, на терасах і високих мисах. Житла представлені прямокутними землянками глибиною понад 1 м, площею 40-45 кв. м. В центрі або в кутку розміщувалися кам'яні вогнища.
Поховальні пам'ятки сосницької культури являють собою ґрунтові могильники з трупоспаленням. Залишки кремації зсипались на дно могильних ям або ж у глиняні судини — урни, поруч клали різноманітні речі. На території України відомі також курганні могильники з трупоположенням і спаленням.
На відміну від середньодніпровської, у сосницькій культурі панують плоскодонні судини тюльпаноподібної форми. Є також банкові судини і глибокі миски. Горшки орнаментовані відбитками шнура, штампа, прокресленими лініями, дрібними насічками. В орнаментації виділяються горизонтальні мотиви і трикутники. Часто зустрічається декор з прокреслених заштрихованих трикутників, оконтурених ямками. У формах і орнаментації є риси подібності з пізніми судинами середньодніпровської культури.
Інвентар сосницької культури представлений, головним чином, крем'яними та кам'яними виробами. Це — клиноподібні сокири, наконечники стріл, скребки, серпи, ножі, зернотертки і т. д. Бронзові речі на ранній стадії рідкісні, їх кількість зростає до кінця існування культури. Серед бронзових виробів можна назвати шила, ножі, долота, наконечники списи і стріли, браслети, шпильки, підвіски.
В господарстві носіїв сосницької культури велике значення мало скотарство. Розводили велику і дрібну рогату худобу, коней, свиней. Наявність землеробства підтверджується зернотертками та серпами. Допоміжну роль відігравали полювання, рибальство і збиральництво.

## Дослідження
Пам'ятники сосницькій культури зустрічаються майже на тій самій території, де і среднедньодніпровска. Зараз вони виявлені на Верхньому Дніпрі, Сожі, Десні, Сеймі, Сулі і Нижній Прип'яті.
Сосницька культура недостатньо вивчена так як і могильники. Хоча більшість дослідників сходяться на гіпотезі, що Сосницька культура багато перейняла з інших культур. Дослідник В. І. Артеменко під час розкопок стоянки, що відноситься до періоду пізнього неоліту, та знаходиться в урочищі Сосонка близько с. Лучин Рогачевського району Гомельської області (Білорусь), розкопав чотири могильники (з типом поховання — трупоспалення), дуже схожі на Сосницьку культуру. Поховання знаходилися в культурному шарі стоянки на глибині 0,4-0,5 м і представляли собою скупчення золи і кальцинованих кісток, разом з якими стояли глиняні судини. З чотирьох судин один мав форму і орнамент средньодніпровського горщика.
Поселення сосницького типу також віднайдені були коло с. Мохів й с. Прісно, біля с. Горошків Речицького району і с. Гаділовичи Рогачевського району (Гомельська область), та в інших місцях.
Сліди цієї культури виявляють і на території Росії (Курська область і Брянська область).